# Paul Huston
Paul F. "Shad" Huston (2 de junho de 1925 — 2 de fevereiro de 1992) foi um jogador norte-americano de basquete profissional que disputou uma temporada na National Basketball Association (NBA). Foi a oitava escolha geral no draft da BAA (hoje NBA) em 1947 pelo Chicago Stags.